# Casa General Henri Mathias Berthelot din Iași
Casa General Henri Mathias Berthelot este un monument istoric situat în municipiul Iași, județul Iași.
Între 1916-1917, în locuința din Iași a profesorului George Bogdan din Strada 40 de Sfinți (acum Berthelot nr. 18) a fost găzduit generalul francez Henri Mathias Berthelot (1861 - 1931), șef al Misiunii militare franceze în România în cursul Primului Război Mondial. În amintirea acestui episod, în colțul din dreapta al fațadei a fost fixată o placă de marmură cu inscripția:
„Aici a locuit împărtășind durerile noastre cetățeanul român și marele prieten al neamului Generalul Berthelot 1916-1917”
Casa profesorului George Bogdan, cunoscută azi sub numele de „Casa General Henri Mathias Berthelot” a fost inclusă pe Lista monumentelor istorice din județul Iași din anul 2015, având codul de clasificare  IS-II-m-B-03741.